# 도세나

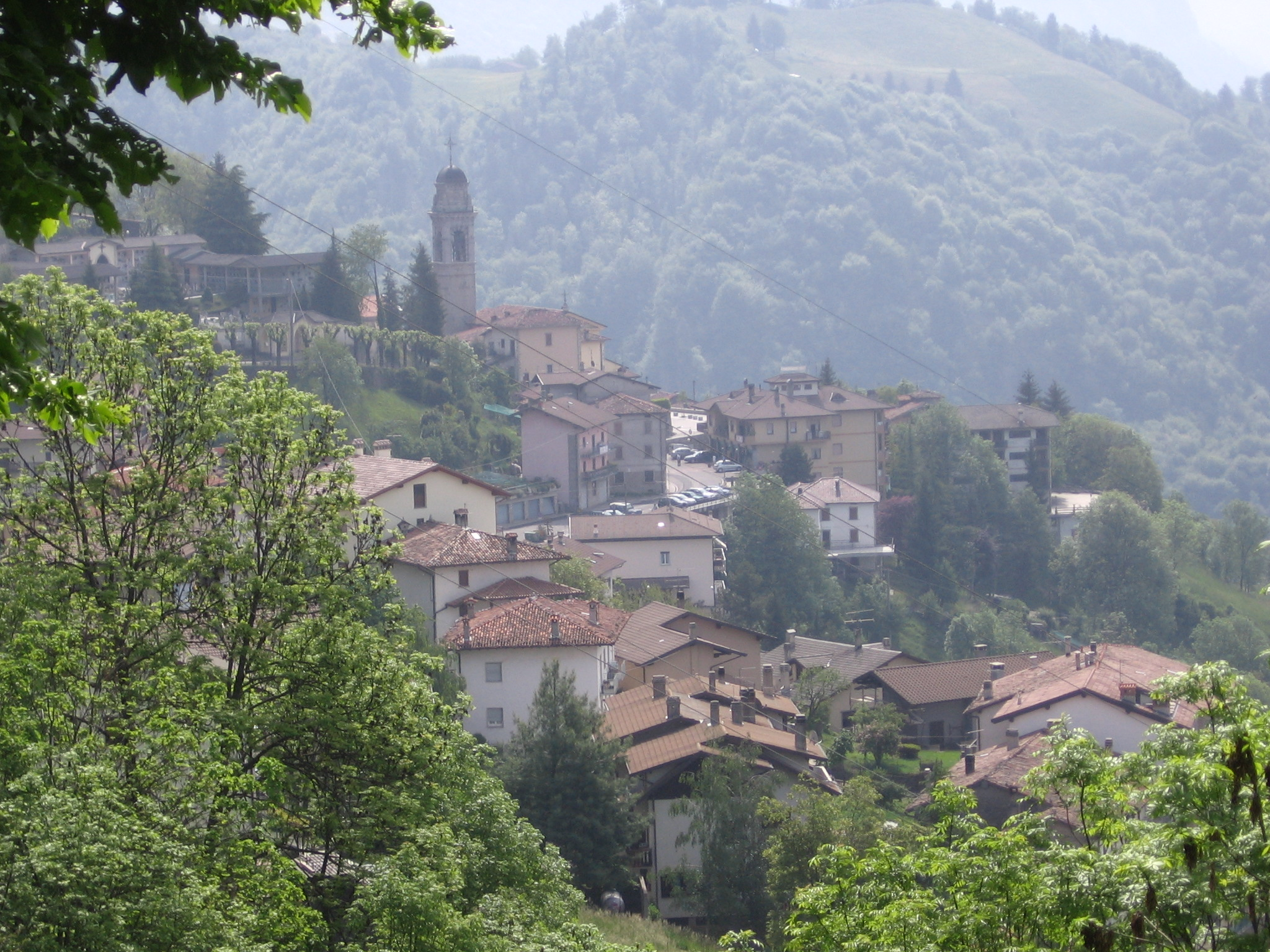

도세나(이탈리아어: Dossena)는 이탈리아 롬바르디아주 베르가모도의 코무네이다. 밀라노에서 북동쪽으로 약 60킬로미터, 베르가모에서 북쪽으로 약 20킬로미터 지점에 위치해 있다.
도세나는 레나, 론코벨로, 산 조반니 비앙코, 산 펠레그리노 테르메, 세리나와 같은 지방 자치 단체와 접해 있다. 교구 교회(15세기)에는 파올로 베로네세(Paolo Veronese)의 그림이 있다.
2010년 12월 31일 기준으로 인구 수는 총 966명이다.